# Zamunda
Zamunda is een geslacht van rechtvleugeligen uit de familie krekels (Gryllidae). De wetenschappelijke naam van dit geslacht is voor het eerst geldig gepubliceerd in 2007 door Gorochov.

## Soorten
Het geslacht Zamunda omvat de volgende soorten:
- Zamunda fuscirostris Chopard, 1969
- Zamunda humeralis Gorochov, 2007